# Giulio Cattin
Don Giulio Cattin (Vicenza, 22 maggio 1929 – Vicenza, 1º dicembre 2014) è stato un presbitero e musicologo italiano.

## Formazione
Ha compiuto studi classici e teologici presso il Seminario Vescovile diocesano di Vicenza, conseguendo anche il diploma di organista liturgico, ed è stato ordinato sacerdote nel 1951.
Studente del Collegio Augustinianum, si è laureato in lettere classiche cum laude all'Università Cattolica di Milano, con una tesi su un manoscritto quattrocentesco della Biblioteca Marciana contenente brani polifonici con testo latino e laude in volgare sia d'estrazione colta che popolaresca.
Nel 1986 ha ricevuto la laurea 'honoris causa' dall'Istituto Pontificio di Musica Sacra di Roma.

## Ricerca
Autore di testi fondamentali sulla musica medievale, ha indirizzato i propri studi verso la musica sacra dal cosiddetto canto gregoriano fino al Rinascimento.
Ha approfondito la genesi e l'evoluzione della lauda polifonica del XV-XVI secolo, riscoprendo numerosi testi ed intonazioni, pubblicando numerosi saggi su fonti sino a quel momento non prese in considerazione dai musicologi. Tra queste, un manoscritto autografo di Savonarola presso la Biblioteca Ambrosiana e ritenuto scomparso.
In seguito ha esteso la propria ricerca a tutte le forme musicali italiane del periodo, dalla polifonia sacra alla quella profana, inclusa la produzione di frottole e canti carnascialeschi, indagando le produzioni e le fonti delle aree di interesse storico musicale nell'Italia settentrionale, in particolare Padova e Ravenna, partecipando coi propri studi a numerosi convegni europei.
Si è inoltre prodigato in edizioni e saggi sulla musica a Venezia, con la trascrizione delle opere di Johannes de Quadris (attivo a S.Marco verso la metà del sec. XV) e a Firenze, dove ha lavorato su un processionale di Santa Maria del Fiore, laudari fiorentini, musiche su testi di Lorenzo il Magnifico, del Poliziano, di Castellano Castellani ed altri autori dell'epoca.
Nel 1985 ha fondato con Giovanni Morelli dell'Università di Venezia la rivista Rassegna veneta di studi musicali.
Ha curato l'edizione della French sacred music nella collana Polyphonic Music of the fourteenth-century per l'editrice L'Oiseau Lyre di Monaco; ed ha pubblicato un vasto saggio sul rapporto tra poesia e musica nel Quattrocento per il vol. VI di Letteratura italiana, opera diretta da Asor Rosa per Einaudi, e l'analoga sezione per la New history of music di Oxford University Press.
Più volte consigliere della Società Italiana di Musicologia, presiede il Comitato per l'edizione nazionale delle opere di Andrea Gabrieli e dal 1988 è coordinatore delle attività culturali presso la Fondazione Ugo e Olga Levi di Venezia.

## Carriera accademica
Dal 1974 al 1978 ha insegnato Storia della liturgia all'Università di Pisa (primo incarico per tale disciplina nelle università statali), e dal 1978 al 2001 è stato docente di Storia della Musica all'Università di Padova.

## Principali pubblicazioni
- Il primo Savonarola, Firenze 1973, Olschki
- La monodia nel Medioevo, Torino 1979 e riedito nel 1991, nella collana di "Storia della Musica" a cura della Società Italiana di Musicologia, EDT - tradotto in inglese e spagnolo
- Musica e Liturgia a S.Marco, Venezia 1990, 3 volumi, Fondazione Levi